# Alliance de la liberté du peuple uni
L'Alliance de la liberté du peuple uni (singhalais : එක්සත් ජනතා නිදහස් සන්ධානය  ,  tamoul : ஐக்கிய மக்கள் சுதந்திரக் கூட்டணி , en anglais : United People's Freedom Alliance ou UPFA) est une ancienne alliance politique du Sri Lanka fondée en 2004 et dissoute en 2019.

## Histoire
L'Alliance est fondée le 20 janvier 2004 par la présidente, Chandrika Kumaratunga. Elle remplace l'ancienne Alliance populaire et représente la gauche socialiste cingalaise du pays. Elle est alors l'une des deux alliances importantes du pays, en opposition au Front national uni pour la bonne gouvernance représentant la droite conservatrice.
Elle soutient Mahinda Rajapaksa aux élections présidentielles de 2005, 2010 et 2015. Elle remporte largement les élections législatives de 2010 avec 62 % des voix,. Elle est finalement dissoute par l'ancien président Maithripala Sirisena en 2019.

## Partis politiques membres
Le parti politique dominant de l'Alliance est le Parti de la liberté du Sri Lanka.
En 2018, les partis politiques membres de l'alliance sont :
- Sri Lanka Mahajana Pakshaya
- Congrès des travailleurs de Ceylan
- Parti communiste du Sri Lanka
- Desha Vimukthi Janatha Pakshaya
- Democratic Left Front
- Eelam People's Democratic Party
- Eelavar Democratic Front
- Mahajana Eksath Peramuna
- National Freedom Front
- Tamil Makkal Viduthalai Pulikal
- Organisation de libération de l'Eelam tamoul (Faction Uthayan)

## Résultats électoraux

### Élections présidentielles
| Année | Candidat          | Voix      | %      | Rang |
| ----- | ----------------- | --------- | ------ | ---- |
| 2005  | Mahinda Rajapaksa | 4 887 152 | 50.29% | 1re  |
| 2010  | Mahinda Rajapaksa | 6 015 934 | 57.88% | 1re  |
| 2015  | Mahinda Rajapaksa | 5 768 090 | 47.58% | 2e   |

### Élections législatives
| Année | Voix      | %     | Sièges    | Gouvernement            |
| ----- | --------- | ----- | --------- | ----------------------- |
| 2004  | 4 223 970 | 45,60 | 105 / 225 | Gouvernement            |
| 2010  | 4 846 388 | 60,33 | 144 / 225 | Gouvernement            |
| 2015  | 4 732 664 | 42,38 | 95 / 225  | Gouvernement/opposition |